# Халваши, Софо
Софо (Софико) Халваши (груз. სოფო ხალვაში; род. 31 мая 1986, Батуми) — грузинская певица. Национальность грузинка-лазка.

## Биография
Окончила музыкальное училище (фортепиано, гобой). Живёт в Батуми (Грузия). Является победительницей конкурса молодых исполнителей «Школа Нуцы — 2004».
Заняла третье место на конкурсе «Новая Волна» в Юрмале 2006, по итогам которого заключила контракт с продюсерской компанией Игоря Крутого «Арс» и вернулась с триумфом на родину. Сразу же она получила предложение от телеканала Имеди стать ведущей шоу «На волнах Имеди».
12 декабря 2006 года было объявлено, что Софо будет представлять страну на песенном конкурсе Евровидение 2007. Песня «Visionary Dream» была дебютом Грузии на конкурсе. Первоначально песня называлась «My Story».
В полуфинале 10 мая 2007 года она оказалась на 8 месте, что дало ей возможность участвовать в финале. В финале 12 мая — Софо на 12 месте. Максимальное количество баллов ей поставила только одна страна — Литва.
В Евровидение-2024 Софо Халваши стала глашатаем на родной стране.